# 사천 다솔사 응진전
사천 다솔사 응진전(泗川 多率寺 應眞殿)은 대한민국 경상남도 사천시 곤명면, 다솔사에 있는 건축물이다.
1985년 11월 14일 경상남도의 문화재자료 제149호 다솔사 응진전으로 지정되었다가, 2018년 12월 20일 현재의 명칭으로 변경되었다.

## 개요
다솔사는 신라 지증왕 4년(503) 연기조사가 ‘영악사’라는 이름으로 처음 지었고, 후에 도선국사가 다솔사로 바꾸어 불렀다고 한다. 절 경내에는 대양루를 비롯하여 대웅전, 응진전, 극락전 등이 있다.
나한전이라고도 하는 응진전은 신라 선덕여왕 5년(636)에 자장율사가 지었으며, 임진왜란 때 불타 없어진 것을 숙종 6년(1680)에 다시 세웠다. 그 뒤 낡은 건물을 1930년 만해 한용운 선생이 보수하여 오늘에 이른다.
앞면 3칸·옆면 2칸 규모이며, 지붕은 옆면에서 볼 때 사람 인(人)자 모양인 맞배지붕이다.
건물 안쪽 천장은 우물 정(井)자 모양으로 천장 속을 가린 우물천장으로 꾸몄으며, 16나한을 모시고 있다.

## 참고 자료
- 사천 다솔사 응진전 - 국가유산청 국가유산포털